# Lista de navios lançados em julho de 1942
A seguir está uma lista como os navios lançados ao mar no mês de julho de 1942.
| Data        | Navio                   | País           | Construtor                                  | Localização            | Classe          | Notas |
| ----------- | ----------------------- | -------------- | ------------------------------------------- | ---------------------- | --------------- | ----- |
| 8 de julho  | Empire Toby             | Reino Unido    | Richard Dunston Ltd                         | Thorne                 | Rebocador       |       |
| 11 de Julho | U-270                   | Alemanha       | Bremer Vulkan-Vegesacker Werft              | Bremen-Vegesack        | Tipo VIIC       |       |
| 14 de julho | Empire Sinew            | Reino Unido    | Scott & Sons Ltd                            | Bowling                | Rebocador       |       |
| 16 de julho | HMS Ravager (D70)       | Estados Unidos | Seattle-Tacoma Shipyard                     | Seattle, WA            | Attacker        |       |
| 18 de julho | USS St. George (CVE-17) | Estados Unidos | Ingalls Shipbuilding                        | Pascagoula, MS         | Bogue           |       |
| 23 de julho | Empire Warlock          | Reino Unido    | Ferguson Brothers Ltd                       | Port Glasgow           | Rebocador       |       |
| 25 de Julho | U-305                   | Alemanha       | Flender Werke AG                            | Lübeck                 | Tipo VIIC       |       |
| 28 de julho | USS Baltimore (CA-68)   | Estados Unidos | Fore River Shipyard                         | Quincy, Massachusetts  | Baltimore       |       |
| 28 de julho | HMS Cygnet (U38)        | Reino Unido    |                                             |                        | Black Swan      |       |
| 28 de julho | HMS Mahratta (G23)      | Reino Unido    | Scotts Shipbuilding and Engineering Company | Greenock               | M               |       |
| 30 de julho | SS Empire Centaur       | Reino Unido    | William Gray & Co Ltd                       | West Hartlepool        | Navio cargueiro |       |
| 31 de julho | USS Essex (CV-9)        | Estados Unidos | Newport News Shipbuilding                   | Newport News, Virginia | Essex           |       |